# Mickey’s ABC’s: A Day at the Fair
Mickey's ABC's: A Day at the Fair (рус. Азбука Микки: День на ярмарке; фр. MICKEY ABC: Une Journée à la fête) — компьютерная обучающая игра в жанре приключений, разработанная компанией Distinctive Software и выпущенная компанией Walt Disney Computer Software в 1992 году на персональном компьютере с операционной системой DOS. В 1993 году была выпущена для домашнего персонального компьютера Amiga.

## Сюжет
Mickey's ABC's: A Day at the Fair — это обучающая игра для дошкольников, призванная познакомить их с алфавитом. Игра представляет собой лицензионный продукт с участием Микки Мауса и других персонажей Disney.

## Игровой процесс
Игроку предлагается выбор между двумя сценариями: дом Микки и ярмарка. В каждом из них Микки может выполнить 26 действий, каждое из которых представляет собой букву алфавита. Например, если на ярмарке нажать букву «i», Микки съест мороженое.

## Рецензии и оценки
| Журнал                     | Рейтинг | Рецензент   |
| -------------------------- | ------- | ----------- |
| CU Amiga (Jun 1993)        | 86%     | Тони Диллон |
| Amiga Format 48 (Jul 1993) | 69%     | Гэри Лорд   |